# Goga Sedmak
Gorazd Sedmak, bolj znan kot Goga Sedmak, slovenski skladatelj, kitarist, pevec in ekonomist.
Najbolj znan je kot pevec in kitarist rock skupine Zmelkoow.
Po izobrazbi je inženir prometnih tehnologij, diplomirani ekonomist in doktor poslovno-organizacijskih ved. Deluje kot izredni profesor in raziskovalec na Fakulteti za turistične študije v Portorožu.